# Unterseeboot 275
Le Unterseeboot 275 (ou U-275) est un sous-marin allemand (U-Boot) de type VII.C utilisé par la Kriegsmarine (marine de guerre allemande) pendant la Seconde Guerre mondiale.

## Historique
Mis en service le 25 novembre 1942, l'Unterseeboot 275 reçoit sa formation de base à Danzig au sein de la 8. Unterseebootsflottille jusqu'au 31 mai 1943, puis l'U-275 intègre sa formation de combat à la base sous-marine de La Rochelle (La Pallice) avec la 3. Unterseebootsflottille. À la dissolution de cette Unterseebootsflottille, l'U-275 est intégré le 1er octobre 1944 dans la 11. Unterseebootsflottille à Bergen en Norvège.
L'Unterseeboot 275 effectue neuf patrouilles dans lesquelles il a coulé un navire marchand ennemi de 4 934 tonneaux et un navire de guerre ennemi de 1 090 tonnes au cours des 246 jours en mer.
Il réalise sa première patrouille, quittant le port de Bergen le 4 septembre 1943 sous les ordres de l'Oberleutnant zur See Helmut Bork. Après cinq jours en mer, il retourne à Bergen le 8 septembre 1943 et appareille le lendemain pour base sous-marine de La Rochelle.

Le 1er octobre 1943, il est attaqué par un bombardier Lockheed Hudson, sans subir de dommage.

Après 50 jours en mer, il arrive à La Rochelle le 28 octobre 1943.
Sa deuxième patrouille, commencée le 29 novembre 1943 de Bergen est de nouveau perturbée. Le 3 janvier 1944, l'U-275 remet le cap vers Bergen qu'il atteint le 11 janvier 1944 : son Commandant Helmut Bork souffre d'une appendicite.

Pendant sa convalescence, l'Oberleutnant zur See Helmut Bork est décoré le 21 janvier 1944 de la Croix allemande en Or.

L'U-Boot, avec l'Oberleutnant zur See Helmut Bork à sa tête, reprend sa patrouille le 23 avril 1944. Celle-ci se termine le 26 avril 1944 à la base sous-marine de Brest.
Au cours de sa quatrième patrouille, le 14 juin 1944 à 17 h 15, l'U-275 est attaqué par 12 avions de chasse Hawker Typhoon britanniques de la RAF (Squadron 263) au moment où il quitte le port de Saint-Pierre-Port à Guernesey. Le sous-marin n'est pas endommagé, contrairement à deux des navires escorteurs.
Le 22 juillet 1944, pendant sa cinquième patrouille, l'U-275, alors qu'il passait en immersion périscopique pour prendre des relèvements, est détecté par un avion ennemi. Ce dernier guide un groupe de chasseurs britanniques qui poursuivent l'U-Boot pendant sept heures avant qu'il ne s'échappe.

Deux jours plus tard, le 24 juillet 1944, lorsque l'U-Boot arrive en baie de Seine, il est chassé pendant huit heures par un groupe d'avions ; il échappe à ses poursuivants. Constamment attaqué, il entre à Boulogne vers le 1er août.
Sur le chemin de retour de sa sixième patrouille, le 18 septembre 1944 (le jour prévu de son arrivée à Bergen) à 9 h 20, au large de Utvaer en Norvège, l'U-275 est attaqué par huit De Havilland DH.98 Mosquito. La formation se compose de deux Mosquito Tsé-Tsé (RAF Squadron 248/E et O) armés d'un canon de 57 mm de type anti-char, de quatre autres Mosquito (RAF Squadron 248/B, J, U et V) transportant chacun deux grenades sous-marines XI Mark[Quoi ?] et de deux autres avions escorteurs (RAF Squadron 235/J et H). Lorsque l'U-275 tente de plonger, il s'échoue à une profondeur de 9 m ; il est mitraillé et bombardé par deux fois tandis que la moitié de l'U-Boot est encore immergée. Six grenades sous-marines tombent près du bateau et au moins 11 impacts sur sa coque sont observés par les Mosquito Tsé-Tsé. L'U-Boot s'éloigne avec une gîte sur bâbord.
L'U-275 quitte pour sa neuvième patrouille la base sous-marine de Saint-Nazaire le 25 février 1945 sous les ordres de l'Oberleutnant zur See Helmuth Wehrkamp. Après 14 jours en mer et un succès d'un navire marchand ennemi de 4 934 tonneaux coulé, l'U-275 est coulé à son tour le 10 mars 1945 dans la Manche au sud de Newhaven à la position géographique de 50° 36′ N, 0° 04′ E par une mine. 
Les 48 membres d'équipage meurent dans cette attaque.

## Affectations successives
- 8. Unterseebootsflottille à Danzig du 25 novembre 1942 au 31 mai 1943 (entrainement)
- 3. Unterseebootsflottille à La Pallice du 1er juin 1943 au 30 septembre 1944 (service actif)
- 11. Unterseebootsflottille à Bergen du 1er octobre 1944 au 10 mars 1945 (service actif)

## Commandement
- Oberleutnant zur See Helmut Bork du 25 novembre à juillet 1944
- Oberleutnant zur See Helmuth Wehrkamp de juillet au 10 mars 1945

## Patrouilles
|       | Commandant             | Départ           | Départ           | Arrivée           | Arrivée          | Jours     | Succès  |
| ----- | ---------------------- | ---------------- | ---------------- | ----------------- | ---------------- | --------- | ------- |
|       | Oblt. Helmut Bork      | 12 août 1943     | Kiel             | 15 août 1943      | Bergen           | 4 jours   |         |
|       | Oblt. Helmut Bork      | 24 août 1943     | Bergen           | 26 août 1943      | Trondheim        | 3 jours   |         |
|       | Oblt. Helmut Bork      | 29 août 1943     | Trondheim        | 31 août 1943      | Bergen           | 3 jours   |         |
| 1     | Oblt. Helmut Bork      | 4 septembre 1943 | Bergen           | 8 septembre 1943  | Bergen           | 5 jours   |         |
| →     | Oblt. Helmut Bork      | 9 septembre 1943 | Bergen           | 28 octobre 1943   | La Pallice       | 50 jours  |         |
| 2     | Oblt. Helmut Bork      | 29 novembre 1943 | La Pallice       | 1er décembre 1943 | La Pallice       | 3 jours   |         |
| →     | Oblt. Helmut Bork      | 2 décembre 1943  | La Pallice       | 7 décembre 1943   | La Pallice       | 6 jours   |         |
| →     | Oblt. Helmut Bork      | 8 décembre 1943  | La Pallice       | 11 janvier 1944   | La Pallice       | 35 jours  | 1 090   |
|       | Oblt. Helmut Bork      | 23 avril 1944    | La Pallice       | 26 avril 1944     | Brest            | 4 jours   |         |
| 3     | Oblt. Helmut Bork      | 20 mai 1944      | Brest            | 23 mai 1944       | Brest            | 4 jours   |         |
| 4     | Oblt. Helmut Bork      | 6 juin 1944      | Brest            | 25 juin 1944      | Brest            | 20 jours  |         |
| 5     | Oblt. Helmuth Wehrkamp | 16 juillet 1944  | Brest            | 2 août 1944       | Boulogne-sur-Mer | 18 jours  |         |
| 6     | Oblt. Helmuth Wehrkamp | 13 août 1944     | Boulogne-sur-Mer | 18 septembre 1944 | Bergen           | 37 jours  |         |
| 7     | Oblt. Helmuth Wehrkamp | 2 décembre 1944  | Bergen           | 12 décembre 1944  | Bergen           | 11 jours  |         |
| 8     | Oblt. Helmuth Wehrkamp | 13 janvier 1945  | Bergen           | 10 février 1945   | Saint-Nazaire    | 29 jours  |         |
| 9     | Oblt. Helmuth Wehrkamp | 25 février 1945  | Saint-Nazaire    | 10 mars 1945      | Coulé            | 14 jours  | 4 934   |
| Total | Total                  | Total            | Total            | Total             | Total            | 232 jours | 6 024 t |

Note : Oblt. = Oberleutnant zur See

### Opérations Wolfpack
L'U-275 a opéré avec les Wolfpacks (meute de loups) durant sa carrière opérationnelle:
1. Leuthen (15 septembre 1943 - 24 septembre 1943)
2. Rossbach (24 septembre 1943 - 9 octobre 1943)
3. Borkum (18 décembre 1943 - 3 janvier 1944)
4. Dragoner (21 mai 1944 - 22 mai 1944)

## Navires coulés
L'Unterseeboot 275 a coulé un navire marchand ennemi de 4 934 tonneaux et un navire de guerre ennemi de 1 090 tonnes au cours des neuf patrouilles (232 jours en mer) qu'il effectua.
| Date             | Nom du navire | Nationalité | Convoi  | Tonnage | Fait  |
| ---------------- | ------------- | ----------- | ------- | ------- | ----- |
| 24 décembre 1943 | USS Leary     | USA         |         | 1 090   | Coulé |
| 8 mars 1945      | Lornaston     | Royaume-Uni | ONA-289 | 4 934   | Coulé |

### Source et bibliographie
- (en) Cet article est partiellement ou en totalité issu de l’article de Wikipédia en anglais intitulé « German submarine U-275 » (voir la liste des auteurs).
- Chris Bishop, historien militaire (trad. de l'anglais par Christian Muguet), Les sous-marins de la Kriegsmarine : 1939-1945 : le guide d'identification des sous-marins [« The spellmount submarine identification guide : Kriegsmarine U-boats 1939-1945 »], Paris, Éd. de Lodi, 2008, 192 p. (ISBN 978-2-84690-327-1, OCLC 470721805, BNF 41298980)